# Franz Wurz

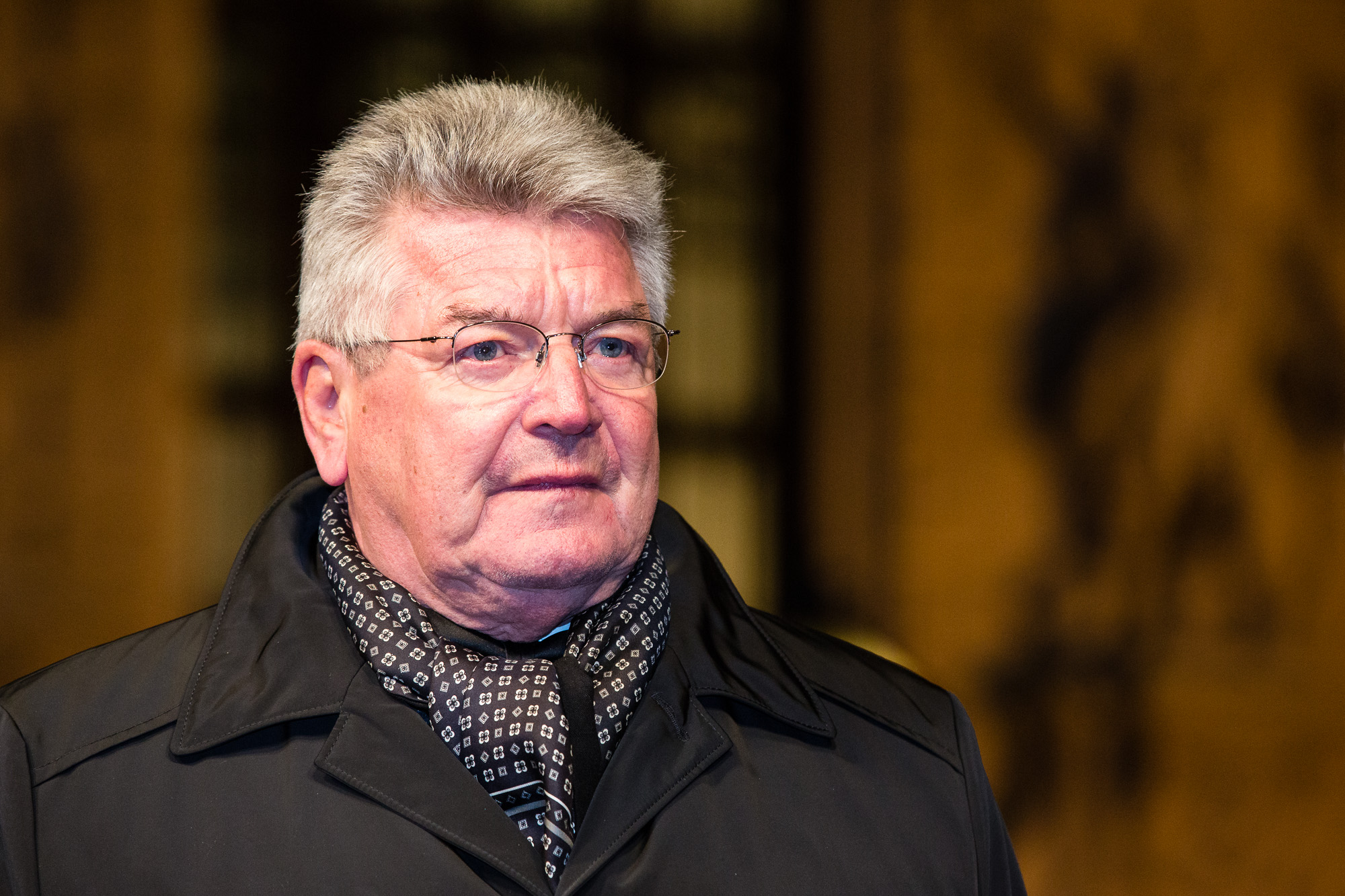
Franz Wurz im Dezember 2016

Franz Wurz (* 2. Dezember 1946 in Eggern, NÖ) ist ein ehemaliger österreichischer Automobilsportler und der Vater des ehemaligen Formel-1-Fahrers Alexander Wurz.

## Beruflicher und sportlicher Werdegang
Franz Wurz wurde als Sohn des Waldviertler Mühlenbesitzers Franz Wurz sen. geboren, der ebenfalls im Motorsport aktiv und mit seinem BMW 328 in den 1950ern ein in Österreich bekannter Rennfahrer war.
Franz Wurz jun. erlernte den Beruf des Müllers und schloss seine Ausbildung als Müllermeister ab. Später war er Verkaufsleiter der Firma B2000-Autopflege-Produkte. 1967 begann er mit einem Rallye-Kadett der Firma Opel seine eigene Motorsport-Karriere. Sein erster Wettbewerb war die Seiberer-Wertungsfahrt, bei der er den 4. Platz in der Klasse bis 1250 cm³ Hubraum belegte.

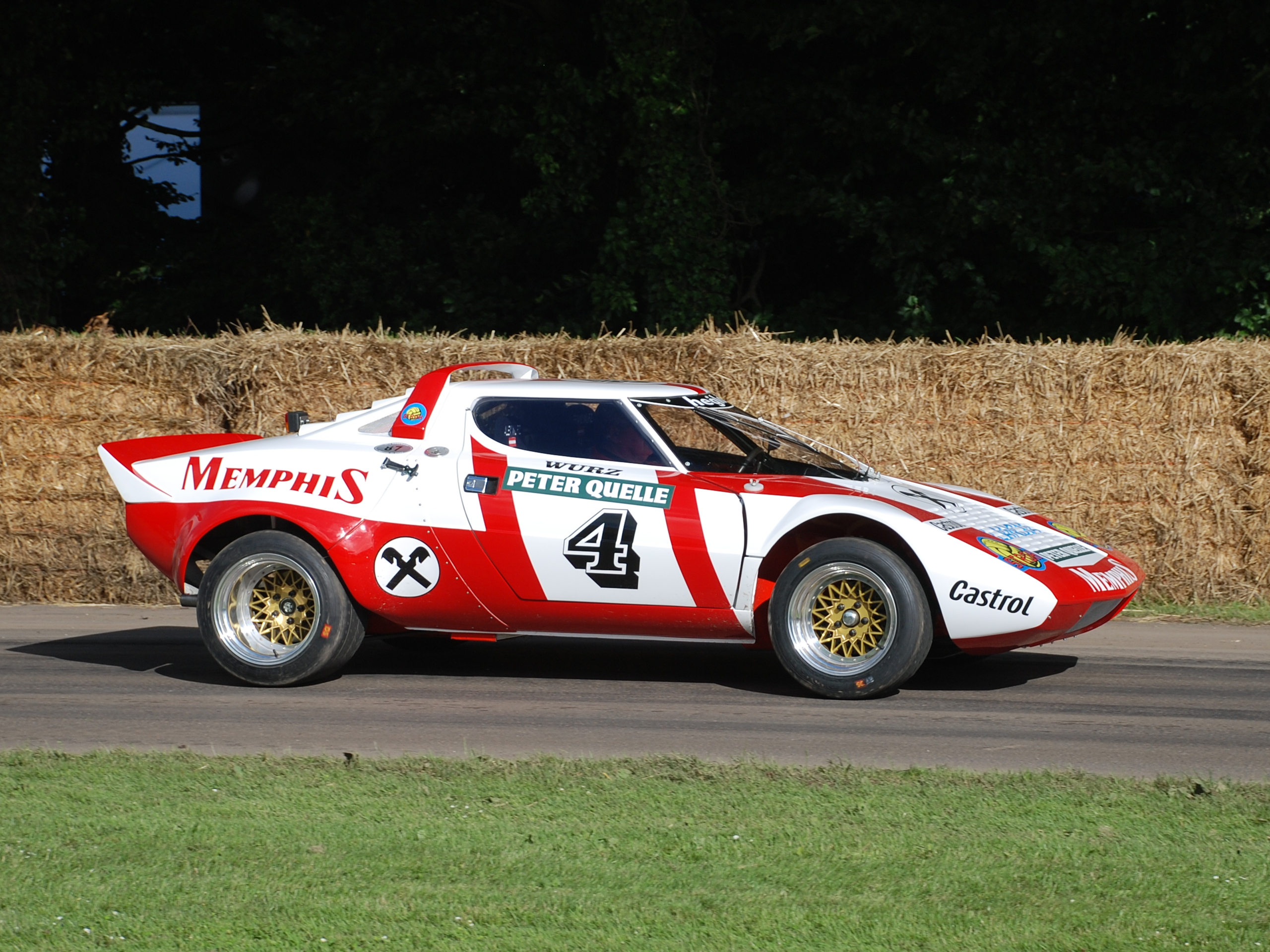
2016: Alexander Wurz mit dem 76er Lancia Stratos HF von Vater Franz beim Goodwood Festival of Speed

Bald darauf übernahm er einen Mini Cooper S von dem späteren FIA Rallycross-Europapokalsieger Herbert Grünsteidl. Wurz hatte Gründsteidl beim Bundesheer kennengelernt. Mit dem Mini Cooper S bestritt Wurz 1968 sein erstes Autocross-Rennen. 1969 wechselte Wurz ins Autocross-Lager und erreichte vier nationale Meistertitel in Serie. 1972 fuhr er in den Niederlanden sein erstes Rallycross-Rennen, konzentrierte sich ab 1973 auf diesen noch jungen Rennsport und wurde 1974 auf VW 1302 S Europameister dieser Disziplin. 1976 konnte er diesen Erfolg mit einem Lancia Stratos HF wiederholen, zu dieser Zeit war Andy Bentza, ebenfalls mit einem Lancia Stratos im Einsatz, sein Teamkollege. 
Nach einem erfolglosen Intermezzo auf einem Fiat 131 Mirafiori Abarth und beruflichen Problemen zog sich Wurz am Saisonende 1978 zurück. 1982 startete er ein Comeback und wurde auf Audi quattro erneut Rallycross-Europameister.

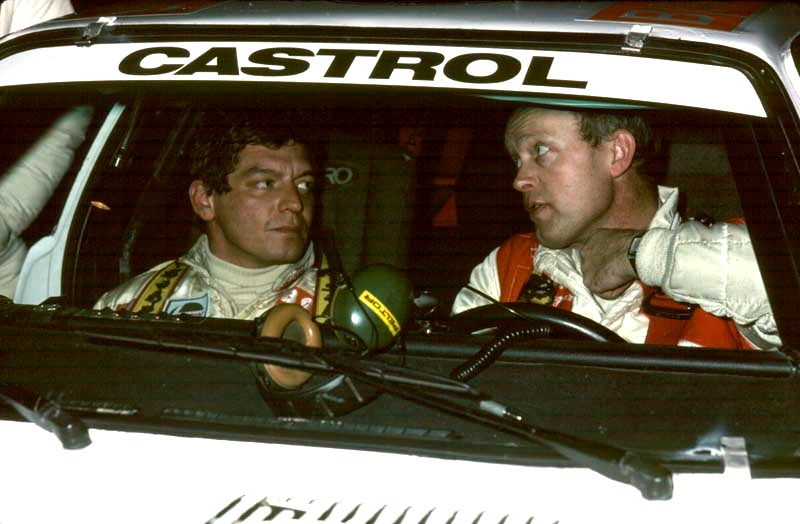
Franz Wurz als Copilot von Björn Waldegård bei der Jänner-Rallye 1984

Gegen Ende seiner aktiven Laufbahn kehrte Wurz zu seinen Wurzeln zurück und bestritt sporadisch einige bekannte Rallyes im In- und Ausland. Mit Rudi Stohl als Copilot gewann Wurz auf einem Audi 80 quattro die Gruppe-A-Wertung der Rallye Argentinien 1983 und erhielt damit die B-Fahrer-Lizenz der FIA. 1984 wurde er als Navigator von Björn Waldegård (Audi quattro) Zweiter der Jänner-Rallye und mit Beifahrer Johannes Geist auf Audi quattro Gesamtsieger der Rallye Türkei.
Im selben Jahr übernahm er beim Automobilclub ÖAMTC die Aufgabe des nationalen Fahrsicherheits-Instruktors und wurde Leiter der neuen Club-Anlage Fahrtechnikzentrum Teesdorf. Aus Image-Gründen musste er sich gleichzeitig dazu verpflichten, nicht mehr aktiv an Rennen teilzunehmen. Wurz baute in den Folgejahren eine Reihe derartiger „Safer-Drive-Zentren“ in Österreich auf.
Ab den frühen 1990ern betreute Franz Wurz die Rennsportkarriere seines zweitgeborenen Sohnes und späteren Formel-1-Fahrers Alexander Wurz.
Am 8. Juni 2006 wurde Franz Wurz im Wiener Bundeskanzleramt offiziell der Titel Kommerzialrat verliehen.
Im Jahr 2012 erhielt er den Auftrag, gemeinsam mit seinem Sohn ein Fahrsicherheitszentrum nahe Kairo zu errichten. In diesem sollen vor allem ägyptische Busfahrer in dem 40 ha großen Zentrum ausgebildet werden.

## Privates
Franz Wurz ist verheiratet und hat zwei Söhne.

## Liste wichtiger Erfolge im Autocross und Rallycross
- 1969: OSK Autocross-Pokalsieger (Ford Escort TwinCam)
- 1970: Österreichischer Autocross-Staatsmeister (VW Buggy 2.0)
- 1971: Österreichischer Autocross-Staatsmeister (VW Buggy 2.0)
- 1972: Österreichischer Autocross-Staatsmeister (VW Buggy 2.0)
- 1973: 3. Gesamtrang der Embassy Rallycross-Europameisterschaft (VW 1302S 2.2)
  - Gesamtsieger beim belgischen Rallycross-EM-Lauf am 17. Juni 1973
  - Gesamtsieger beim englischen Rallycross-EM-Lauf am 15. September 1973
- 1974: Embassy Rallycross-Europameister (VW 1302S 2.4)
  - Gesamtsieger beim österreichischen Rallycross-EM-Lauf am 12. Mai 1974
  - Gesamtsieger beim schwedischen Rallycross-EM-Lauf am 19. Mai 1974
- 1975: 4. Gesamtrang der ERA Rallycross-Europameisterschaft (VW 1302S 2.4)
- 1976: Österreichischer Rallycross-Staatsmeister (Lancia Stratos HF 2.4)
- 1976: FIA Rallycross-Europapokalsieger (Lancia Stratos HF 2.4)
  - Gesamtsieger beim finnischen Rallycross-EM-Lauf am 30. Mai 1976
  - Gesamtsieger beim österreichischen Rallycross-EM-Lauf am 1. August 1976
- 1977: Österreichischer Rallycross-Staatsmeister (Lancia Stratos HF 3.0)
- 1977: 6. Gesamtrang im FIA Rallycross-Europapokal (Lancia Stratos HF 3.0)
- 1978: 13. Gesamtrang (7. Rang der TW-Division) der FIA Rallycross-Europameisterschaft (Fiat 131 Mirafiori Abarth)
- 1982: FIA Rallycross-Europameister (Audi quattro)
  - Gesamtsieger beim österreichischen Rallycross-EM-Lauf am 28. März 1982
  - Gesamtsieger beim finnischen Rallycross-EM-Lauf am 23. Mai 1982
  - Gesamtsieger beim deutschen Rallycross-EM-Lauf am 3. Oktober 1982
- 1983: 6. Gesamtrang der FIA Rallycross-Europameisterschaft (Audi quattro)

## Publikation
- Franz Wurz, Meine Fahrtechnik („Das Buch für Sicherheit und Spass beim Autofahren“), 1987, Orac-Verlag, ISBN 3-7015-0083-5